# 1-乙基-3-(2-甲基丁基)哌啶
1-乙基-3-(2-甲基丁基)哌啶是一种叔胺，属于哌啶生物鹼，分子式C12H25N，存在于一些隱翅蟲科物种中。虎隐翅虫通过分泌该物质能够降低水表面张力，实现在水面快速移动来逃避捕食者。